# Swartzia micrantha
Swartzia micrantha är en ärtväxtart som beskrevs av John Macqueen Cowan. Swartzia micrantha ingår i släktet Swartzia och familjen ärtväxter. Inga underarter finns listade i Catalogue of Life.